# 埼玉県道308号内田ヶ谷鴻巣線

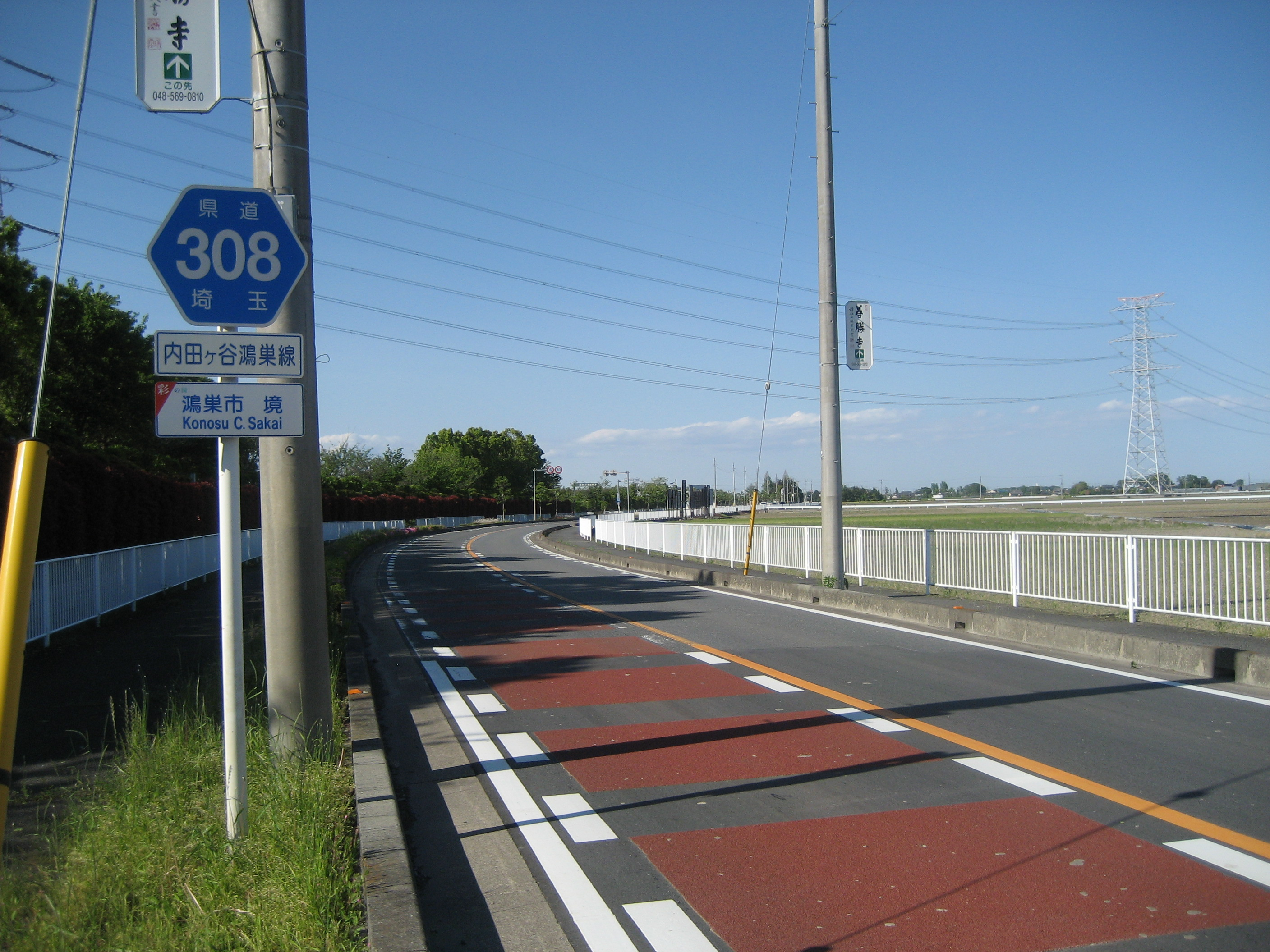
埼玉県鴻巣市境付近

埼玉県道308号内田ヶ谷鴻巣線（さいたまけんどう308ごう うちたがやこうのすせん）は、埼玉県加須市（旧・北埼玉郡騎西町）と鴻巣市を結ぶ一般県道である。

## 概要
- 起点：加須市内田ヶ谷（田ヶ谷小学校前、埼玉県道148号騎西鴻巣線交点）
- 終点：鴻巣市天神1丁目（天神一丁目、国道17号交点）

## 通過する自治体
- 加須市（旧・北埼玉郡騎西町）
- 鴻巣市
  - 旧・北埼玉郡川里町 - 鴻巣市

## 交差・接続する道路
- 埼玉県道148号騎西鴻巣線（起点）
- 埼玉県道313号北根菖蒲線（鴻巣市・境東 - 上会下）
- 埼玉県道77号行田蓮田線（鴻巣市・郷地橋）
- 国道17号（終点）

## 周辺
- 加須市立内田ヶ谷小学校
- 龍興寺
- 騎西鴻巣学校給食センター
- 県央みずほ斎場
- 鴻巣カントリークラブ
- 埼玉県警察運転免許センター
- 鴻巣市役所

## その他
- 2019年12月13日、鴻巣市郷地地内で少年が運転する乗用車がガードレールに衝突、2人が死亡、2人が重傷を負う事故が発生した。少年は40km/hの速度規制が行われている区間を118km/hで走行しており、後日、自動車運転処罰法違反（過失運転致死傷）の罪に問われた[1]。